# Miracrustacis
Els miracrustacis (Miracrustacea) constitueixen un clade dintre dels altocrustacis que agrupa el clade dels hexàpodes i el dels xenocàrides.